# 蓋爾式足球

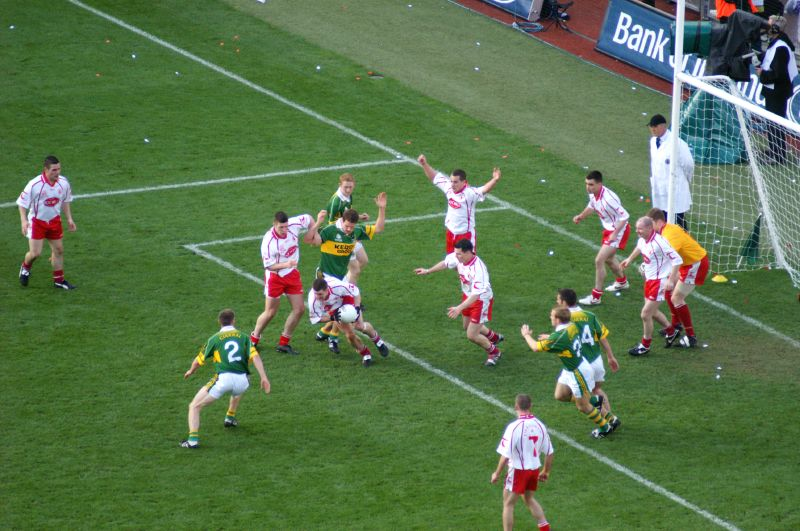
蓋爾式足球賽

蓋爾式足球（愛爾蘭語：Peil、Peil Ghaelach或Caid；英語：Gaelic football），在愛爾蘭一般直接稱之為「足球（football）」，是主要流行於愛爾蘭的一種團隊球類運動，與板棍球並列為愛爾蘭的兩大運動，由愛爾蘭最大的運動組織——蓋爾運動協會所主導。蓋爾式足球比賽雙方各上場15名球員，比賽時間60分鐘或70分鐘，分成上、下半場。和一般認知的足球最大的不同在於增加許多手部動作，而和橄欖球或美式足球相較則較少肢體接觸和衝撞。

## 規則

### 場地

蓋爾式足球場

蓋爾式足球的場地基本上比橄欖球場略大，呈長方形，長130至145公尺，寬80至90公尺；球場兩端各有一個H形球門，兩邊立柱高約7公尺，橫樑位在離地2.5公尺處，寬度6.5公尺，橫樑下的球門後有網。

### 時間
跨郡際等級以上的賽事一場才會長達70分鐘，大部分成年組和21歲以下組的蓋爾式足球比賽一場則是60分鐘，無論70還是60分鐘的比賽，都對半分成上下半場進行；若是在平手的情況下，則視情況會有20分鐘的加時賽，也對半分為上下半場。

### 隊員
每隊先發15人。守門員之外的其他隊員，一般排成3-3-2-3-3的陣式。

### 位置
- 守門員（goalkeeper）
- 後衛（full-backs）

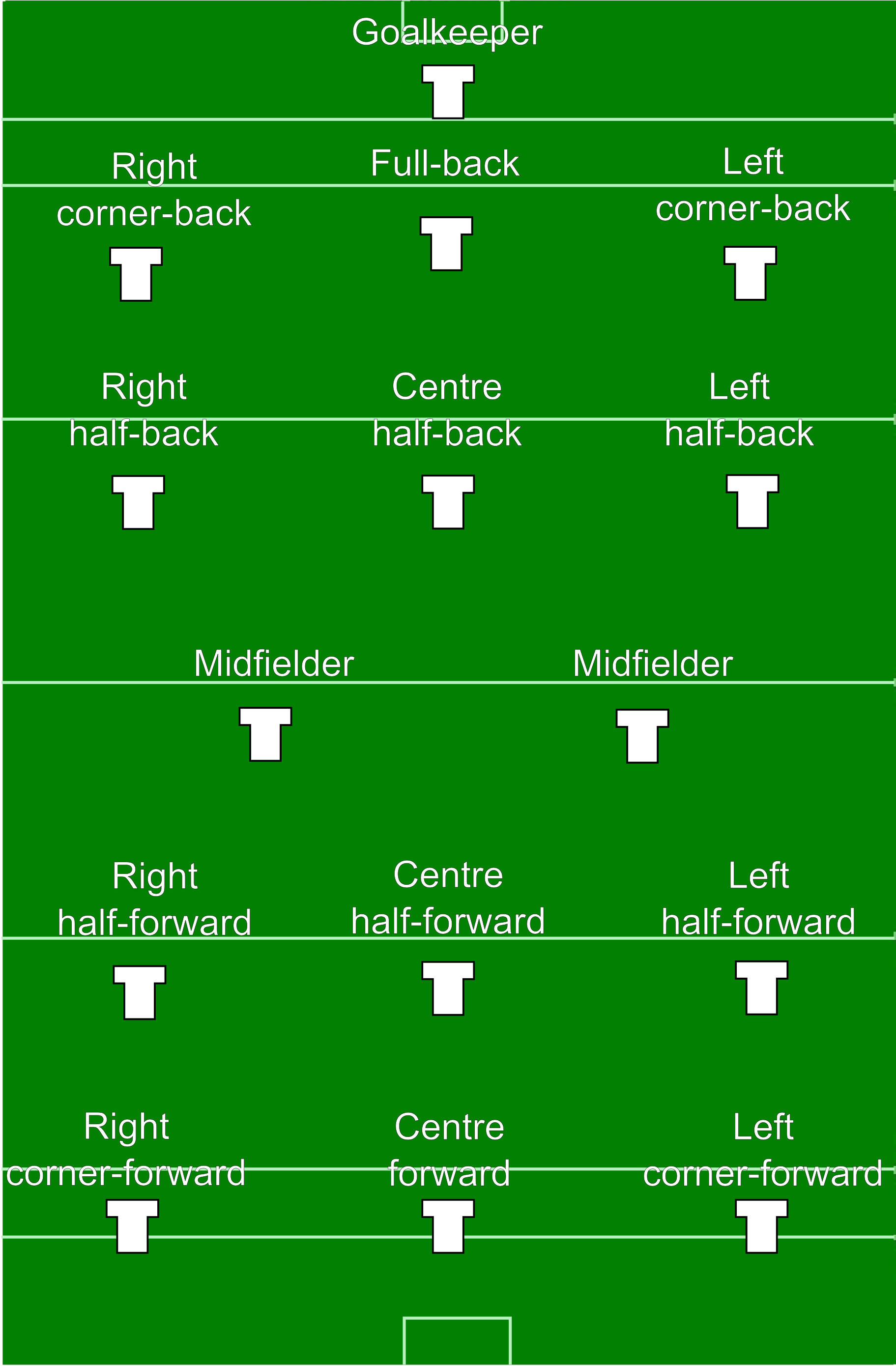
蓋爾式足球隊員位置

  - 右後衛（right corner-back）
  - 中後衛（full-back）
  - 左後衛（left corner-back）
- 前衛（half-backs）
  - 右前衛（right half-back）
  - 中前衛（centre half-back）
  - 左前衛（left half-back）
- 中場（midfielders）
- 次鋒（half-forwards）
  - 右邊鋒（right half-forward）
  - 正中鋒（centre half-forward）
  - 左邊鋒（left half-forward）
- 前鋒（full-forwards）
  - 右前鋒（right corner-forward）
  - 中前鋒（centre forward）
  - 左前鋒（left corner-forward）

### 得分
蓋爾式足球的得分方式分成兩種：
- 一分球（point）：可稱為得點，讓球從球門橫樑上方通過（當然要在兩根立柱中間），得一分。可用腳或用手得點，但用手僅限於以拳頭擊球。
- 三分球（goal）：即進球，和足球的射門進球得分一樣，用腳將球踢進有網的球門，得三分。基本上以腳踢進，可以直接踢進或由手輔助持球再由腳踢進，但不可以手將球碰進球門（防守方觸碰則例外）。

一場比賽的總得分=（三分球數*3+一分球數*1）；總分相同則比較得點數。
得分紀錄通常會將一分球和三分球的分數分開，三分球記在前，一分球在後（通常預設為兩位數），中間加一個"-"記號，比賽一開始是0-00；如果進2球得9點即是2-09，總分為15分。

### 犯規
以下幾種情形視為技術犯規（technical foul）：
- 手持球移動至第四步（即持球四步以內必須對球作一定處理，可以手運球、腳挑球或將球傳給別人）
- 手連續運球（即拍球）兩下
- 空拋換手（即持球手將球拋給自己的另一手）
- 以手掌持球傳球（傳球僅可用拳頭或腳踢）
- 將地上的球徒手拾起

發生以下幾種肢體接觸的情形是犯規（foul）：
- 拉衣服
- 推人
- 打人
- 雙手擒抱
- 滑鏟
- 直接搶球（用雙手將持球員懷中的球用力拉扯搶走）
- 在小禁區內觸碰守門員

裁判對於各種犯規會作出處分，此時進入死球狀態，處分可能有進球無效、自由球、罰球等。

## 賽事
全愛爾蘭男子足球錦標賽（All-Ireland Senior Football Championship）是蓋爾式足球最主要也最盛大的比賽，每年一度，多在五月到九月間舉行。參賽隊伍為設有蓋爾式足球的郡屬蓋爾體育會，也就是以郡為單位參賽，通過各省省賽決定大會種子排名；另外，通常還會邀請倫敦和紐約各組一隊參賽，在省賽中加入其中一省。此項賽事的決賽目前都在柯羅克公園體育場（克羅克公園）舉行，最後的贏家將奪得薩謬爾·馬奎爾獎盃（Sam Mcguire Cup），象徵蓋爾式足球的最高榮耀。
參加全愛爾蘭男子足球錦標賽的隊伍原則上也會參加愛爾蘭國家足球聯賽（National Football League），最初的比賽時間約在每年的十一月到次年三月之間，後來改為二月到四月，聯賽採升降級制，頂級組的冠軍則由前四強進行季後賽決定；這項賽事歷史相對較短，也被認為是較次級的賽事，參賽的郡屬體育會通常會視之為全愛爾蘭男子足球錦標賽的熱身賽。
而各郡內部的足球俱樂部賽事，最高層級是全愛爾蘭男子俱樂部足球錦標賽，參賽者是各郡內的俱樂部賽冠軍，這些年度郡冠軍約在十月到十一月左右產生，然後便投入全愛爾蘭的賽事，直到羿年三月，每年的決賽於聖派翠克節舉行，場地同樣在克羅克公園。

## 外部連結
- 蓋爾式足球規則（英語）
- 蓋爾運動協會（GAA）官方網站（英語）
- 蓋爾式足球教學影片 （页面存档备份，存于）